# Olivier Charroin
Olivier Charroin (* 10. März 1982 in Annecy) ist ein ehemaliger französischer Tennisspieler.

## Karriere
Charroin spielte vor allem auf der ATP Challenger Tour, auf der er vier Titel im Doppel gewinnen konnte. Diese Siege brachten ihn bis in die Top 100 der Weltrangliste, in der er am 21. Mai 2012 mit Rang 84 seine beste Position erreichte. Sein Grand-Slam-Debüt im Doppel gab er bei den French Open 2012 an der Seite von Stéphane Robert. 2015 spielte er letztmals ein Turnier.

## Erfolge
| Legende (Anzahl der Siege)  |
| Grand Slam                  |
| ATP World Tour Finals       |
| ATP World Tour Masters 1000 |
| ATP World Tour 500          |
| ATP World Tour 250          |
| ATP Challenger Tour (4)     |

### Doppel

#### Turniersiege
| Nr. | Datum         | Turnier    | Belag         | Partner         | Finalgegner                          | Ergebnis  |
| --- | ------------- | ---------- | ------------- | --------------- | ------------------------------------ | --------- |
| 1.  | 1. Mai 2011   | Ostrava    | Sand          | Stéphane Robert | Andis Juška Alexander Kudrjawzew     | 6:4, 6:3  |
| 2.  | 24. Juli 2011 | Posen      | Sand          | Stéphane Robert | Franco Ferreiro André Sá             | 6:2, 6:3  |
| 3.  | 24. März 2012 | Rimouski   | Hartplatz (i) | Tomasz Bednarek | Jaan-Frederik Brunken Stefan Seifert | 6:3, 6:2  |
| 4.  | 16. Juni 2012 | Nottingham | Rasen         | Martin Fischer  | Jewgeni Donskoi Andrei Kusnezow      | 6:4, 7:66 |